# تیم دوچرخه‌سواری ماپی
تیم دوچرخه‌سواری ماپی (ایتالیایی: Mapei) یک تیم دوچرخه‌سواری در کشور ایتالیا و بلژیک بوده.
این تیم در سال ۱۹۹۳ تأسیس و در سال ۲۰۰۲ منحل شده‌است. تیم ماپی در سال‌های ۱۹۹۸ و ۲۰۰۰ قهرمان بخش تیمی جیرو دیتالیا شده‌است.